# لوسي غرانت كانون
لوسي غرانت كانون (بالإنجليزية: Lucy Grant Cannon)‏ هي مبشرة أمريكية، ولدت في 22 أكتوبر 1880 في سولت ليك في الولايات المتحدة، وتوفيت في 7 مايو 1966.